# Dypsis betamponensis
Espèce
Statut de conservation UICN

 VU D1 : Vulnérable
Dypsis betamponensis est une espèce de palmiers (Arecaceae), endémique de Madagascar. En 2012 elle est considérée par l'IUCN comme une espèce vulnérable. Alors qu'en 1995 elle était considérée comme une espèce éteinte à l'état sauvage.